# Чжан Цзыи
Чжан Цзыи́ (кит. упр. 章子怡, пиньинь Zhāng Zǐyí; род. 9 февраля 1979 года, Пекин, Китай) — китайская киноактриса. Приобрела известность благодаря главной роли в фильме режиссёра Чжан Имоу «Дорога домой» (1999). В настоящее время наряду с Чжао Вэй, Чжоу Сюнь и Сюй Цзинлэй входит в четвёрку наиболее популярных актрис Китая нового времени. Журнал Time назвал Чжан Цзыи «китайским подарком Голливуду», а People дважды включал актрису в список пятидесяти красивейших людей планеты.

## Биография

### Детство и юность
Чжан Цзыи родилась 9 февраля 1979 год в Пекине в семье бухгалтера и воспитательницы детского сада. В возрасте 11 лет Чжан записалась в Пекинскую академию танца, в 15 лет она выиграла национальный чемпионат по танцам среди юниоров, а в 16 лет поступила в престижную в Китае Центральную академию драмы.

### Карьера
В 19 лет Чжан Цзыи получила роль у всемирно известного режиссёра Чжан Имоу в фильме «Дорога домой» (1999), который был удостоен Серебряного медведя на Берлинском кинофестивале 2000 года и сделал актрису известной в Китае. После съёмок в фильме «Крадущийся тигр, затаившийся дракон» (2000) Энга Ли Чжан стала актрисой мирового масштаба.
Первой работой Чжан Цзыи в американском кино стал фильм «Час пик 2», причём в это время актриса не владела английским языком, и Джеки Чану приходилось выступать в роли переводчика. С тех пор она стала усердно изучать английский, занимаясь по пять часов в день и овладела им на хорошем уровне.
В 2006 году Чжан Цзыи была в составе жюри основного конкурса 59-го Каннского кинофестиваля, а через три года была членом жюри в конкурсе короткометражных фильмов на 62-м фестивале.

### Личная жизнь и скандалы
Внезапная популярность Чжан Цзыи, которую она приобрела благодаря фильму «Дорога домой» Чжан Имоу, породила слухи о том, что между молодой актрисой и маститым режиссёром есть отношения наподобие тех, что раньше связывали Чжан Имоу и Гун Ли. Однако предположения репортёров так и не были подтверждены. Точно также не подтвердились слухи и об отношениях между актрисой и Джеки Чаном, которые активно циркулировали в СМИ Гонконга и Тайваня.
В январе 2007 года репортёры сфотографировали Чжан Цзыи вместе с израильским миллиардером Авивом Нево. Позже эти отношения были подтверждены со стороны актрисы. В начале 2009 года в интернете появились около восьми десятка фотографий, запечатлевших Чжан Цзыи вместе с Нево на одном из приватных пляжей, но по просьбе актрисы в большинстве случаев контент был изъят. В конце 2010 года должна была состояться их помолвка, однако разразился очередной инцидент с участием Чжан после заявления светской львицы Чжао Синьюй о том, что она на одной из вечеринок познакомила актрису с одним женатым мультимиллионером, который стал оказывать ей знаки внимания. После того, как жена миллионера была проинформирована о связи мужа и Чжан, эти отношения были прекращены. Связи Чжан и Авива Нево также были разорваны.
На протяжении всей творческой карьеры Чжан Цзыи сопровождали скандалы разного характера, один из них был связан с предоставлением сексуальных услуг политикам высшего эшелона власти, оказавшийся клеветой. В мае 2012 года в прессе появилась информация, что она заработала около 100 млн долларов, занимаясь сексом с высокопоставленными китайскими чиновниками. В частности, утверждалось, что среди её любовников был политик Бо Силай. Утверждалось также, что между 2007 и 2011 годами Чжан и Бо встречались около десяти раз, причём каждый раз актриса получала гонорар в сумму, превышающую миллион долларов. Китайский драматург Би Чэнгон заявил о том, что знал о готовящемся скандале, который был подготовлен другой китайской актрисой Фань Бинбин, желавшей помешать успеху Чжан Цзыи с её новым фильмом «Опасные связи», который был представлен на Каннском кинофестивале. Из-за разгоревшегося скандала актриса не смогла принять участие на кинофоруме. 11 июня она подала в Высший суд Гонконга иск против Apple Daily и Next Magazine, опубликовавших скандальную новость, а также на интернет-сайт Boxun, который имеет американский хостинг. В январе 2014 года выиграла суд против редакций этих журналов, поскольку они не смогли предоставить приемлемые доказательства, запрошенные судьёй.
С 10 мая 2015 года Чжан Цзыи замужем за музыкантом Ван Фэном. У супругов есть двое детей — дочь Ван Синьсинь (род. 27 декабря 2015) и сын (род. 1 января 2020).
23 октября 2023 года Чжан Цзыи и Ван Фэн объявили о разводе.

## Фильмография
| Год  |    | Русское название                    | Оригинальное название            | Роль                     |
| ---- | -- | ----------------------------------- | -------------------------------- | ------------------------ |
| 1996 | тф | Прикосновение звёзд                 | 星星點燈 / Xīngxīng diǎn dēng    | Чэнь Вэй                 |
| 1999 | ф  | Дорога домой                        | 我的父親母親 / Wǒ de fùqīn mǔqīn | Чжао Ди в молодости      |
| 2000 | ф  | Крадущийся тигр, затаившийся дракон | 臥虎藏龍 / Wò Hǔ Cáng Lóng       | Жэнь Ю / Цзяо Лун        |
| 2001 | ф  | Час пик 2                           | Rush Hour 2 / 尖峰时刻           | Ху Ли                    |
| 2001 | ф  | Воины Зу                            | 蜀山傳                           | Джой                     |
| 2001 | ф  | Воин                                | 武士 (кор: 무사)                 | Принцесса Пуён           |
| 2002 | ф  | Герой                               | 英雄 / Ying xiong                | Луна                     |
| 2003 | ф  | Пурпурная бабочка                   | 紫蝴蝶 / Zǐ húdié                | Синтия / Дин Хуэй        |
| 2003 | ф  | Моя жена — гангстер 2               | 我老婆是大佬2                    | Босс гангстеров          |
| 2004 | ф  | Дом летающих кинжалов               | 十面埋伏 / Shí miàn máifú        | Мэй                      |
| 2004 | ф  | 2046                                | 2046                             | Бай Лин                  |
| 2004 | ф  | Жасминовые женщины                  | 茉莉花開 / Mò li huā kāi         | Mo, Ли и Хуа в молодости |
| 2005 | ф  | Принцесса Тануки                    | 貍御殿 / オペレッタ狸御殿        | Принцесса Тануки         |
| 2005 | ф  | Мемуары гейши                       | Memoirs of a Geisha              | Чио / Саюри              |
| 2006 | ф  | Убить императора                    | 夜宴 / Yè yàn                    | Императрица Ван          |
| 2007 | мф | Черепашки-ниндзя                    | 忍者神龟 / TMNT                  | Карай                    |
| 2008 | ф  | Мэй Ланьфан                         | 梅蘭芳 / Méi Lánfāng             | Мэн Сяодун               |
| 2009 | ф  | Всадники                            | Horsemen                         | Кристен                  |
| 2009 | ф  | Месть Софи                          | 非常完美 / Fēi cháng wán měi     | Софи                     |
| 2009 | ф  | Великое дело основания государства  | 建国大业 / Jiàn gúo dà yè        | журналистка              |
| 2011 | ф  | Жизнь как чудо                      | 最爱 / Zuì ài                    | Циньцинь                 |
| 2012 | ф  | Опасные связи                       | 危险关系 / Wēixiǎn guānxì        | Ду Юйфэнь                |
| 2013 | ф  | Великий мастер                      | 一代宗師 / The Grandmaster       | Гун Эр                   |
| 2013 | ф  | Моя счастливая звезда               | My Lucky Star                    | Софи                     |
| 2014 | ф  | Переправа (часть 1)                 | 太平轮                           | Юй Чжэнь                 |
| 2018 | ф  | Парадокс Кловерфилда                | The Cloverfield Paradox          | Тэм                      |
| 2019 | ф  | Годзилла 2: Король монстров         | Godzilla: King of the Monsters   | доктор Илен Чен          |

## Награды и номинации
| Награды и номинации                     | Награды и номинации | Награды и номинации                       | Награды и номинации                 | Награды и номинации |
| Награда                                 | Год                 | Категория                                 | Фильм                               | Итог                |
| --------------------------------------- | ------------------- | ----------------------------------------- | ----------------------------------- | ------------------- |
| Сатурн                                  | 2001                | Лучшая женская роль второго плана         | Крадущийся тигр, затаившийся дракон | Номинация           |
| Сатурн                                  | 2005                | Лучшая актриса                            | Дом летающих кинжалов               | Номинация           |
| Asian Film Awards                       | 2007                | Лучшая актриса                            | Убить императора                    | Номинация           |
| BAFTA                                   | 2001                | Лучшая женская роль второго плана         | Крадущийся тигр, затаившийся дракон | Номинация           |
| BAFTA                                   | 2005                | Лучшая актриса                            | Дом летающих кинжалов               | Номинация           |
| BAFTA                                   | 2006                | Лучшая актриса                            | Мемуары гейши                       | Номинация           |
| Ассоциация кинокритиков Чикаго          | 2001                | Лучшая женская роль второго плана         | Крадущийся тигр, затаившийся дракон | Номинация           |
| Ассоциация кинокритиков Чикаго          | 2001                | Самая многообещающая актриса              |                                     | Награда             |
| Chlotrudis Awards                       | 2006                | Лучшая женская роль второго плана         | 2046                                | Номинация           |
| Golden Bauhinia Awards                  | 2001                | Лучшая женская роль второго плана         | Крадущийся тигр, затаившийся дракон | Награда             |
| Золотой глобус                          | 2006                | Лучшая женская роль (драма)               | Мемуары гейши                       | Номинация           |
| Golden Horse Film Festival              | 2000                | Лучшая актриса                            | Крадущийся тигр, затаившийся дракон | Номинация           |
| Golden Horse Film Festival              | 2004                | Лучшая актриса                            | 2046                                | Номинация           |
| Golden Horse Film Festival              | 2009                | Лучшая женская роль второго плана         | Мэй Ланьфан                         | Номинация           |
| Золотой петух                           | 2004                | Лучшая актриса                            | Жасминовые женщины                  | Награда             |
| Hong Kong Film Awards                   | 2001                | Лучшая актриса                            | Крадущийся тигр, затаившийся дракон | Номинация           |
| Hong Kong Film Awards                   | 2003                | Лучшая женская роль второго плана         | Герой                               | Номинация           |
| Hong Kong Film Awards                   | 2005                | Лучшая актриса                            | 2046                                | Награда             |
| Hong Kong Film Critics Society Awards   | 2005                | Лучшая актриса                            | 2046                                | Награда             |
| Huabiao Film Awards                     | 2005                | Выдающаяся актриса                        | Дом летающих кинжалов               | Награда             |
| Hundred Flowers Awards                  | 2000                | Лучшая актриса                            | Дорога домой                        | Награда             |
| Image Awards                            | 2006                | Лучшая женская роль второго плана         | Мемуары гейши                       | Номинация           |
| Независимый дух                         | 2001                | Лучшая женская роль второго плана         | Крадущийся тигр, затаившийся дракон | Награда             |
| Kids' Choice Awards                     | 2002                | Любимая актриса боевиков                  | Час пик 2                           | Номинация           |
| MTV Movie Awards                        | 2001                | Прорыв (актриса)                          | Крадущийся тигр, затаившийся дракон | Номинация           |
| MTV Movie Awards                        | 2001                | Лучшая драка                              | Крадущийся тигр, затаившийся дракон | Награда             |
| MTV Movie Awards                        | 2002                | Лучший отрицательный герой                | Час пик 2                           | Номинация           |
| MTV Movie Awards                        | 2005                | Лучшая драка                              | Дом летающих кинжалов               | Номинация           |
| MTV Movie Awards                        | 2006                | Самое сексуальное исполнение роли         | Мемуары гейши                       | Номинация           |
| Online Film Critics Society Awards      | 2001                | Лучшая женская роль второго плана         | Крадущийся тигр, затаившийся дракон | Номинация           |
| Спутниковая награда                     | 2005                | Лучшая актриса (драма)                    | Мемуары гейши                       | Номинация           |
| Премия Гильдии киноактёров США          | 2006                | Лучшая актриса в главной роли             | Мемуары гейши                       | Номинация           |
| Shanghai International Film Festival    | 2008                | Выдающийся вклад в китайский кинематограф |                                     | Награда             |
| Teen Choice Awards                      | 2001                | Выбор: Прорыв (актриса)                   | Крадущийся тигр, затаившийся дракон | Номинация           |
| Toronto Film Critics Association Awards | 2000                | Лучшая женская роль второго плана         | Крадущийся тигр, затаившийся дракон | Награда             |
| Молодой актёр                           | 2001                | Лучшая молодая актриса                    | Крадущийся тигр, затаившийся дракон | Награда             |